# Niedersächsisches Gesetz- und Verordnungsblatt
Das Niedersächsische Gesetz- und Verordnungsblatt (Nds. GVBl.) ist ein Amtsblatt des Landes Niedersachsen. Es wird von der Niedersächsischen Staatskanzlei herausgegeben und dient der Veröffentlichung des Landesrechts und bestimmter Bekanntmachungen der Landesregierung. Es erscheint seit Januar 2024 ausschließlich als Online-Publikation.

## Rechtsgrundlage
Die Notwendigkeit zur Veröffentlichung eines Gesetz- und Verordnungsblatts ergibt sich aus Artikel 45 der Niedersächsischen Verfassung. Beschlossene Gesetze müssen vom Präsidenten des Niedersächsischen Landtages ausgefertigt und anschließend im Nds. GVBl. verkündet werden, um Rechtskraft zu erlangen. Rechtsnormen treten, sofern nichts anderes bestimmt ist, zwei Wochen nach der Verkündung in Kraft. Veröffentlicht werden neben Gesetzen und Verordnungen auch Staatsverträge, Verfassungsänderungen und weitere amtliche Bekanntmachungen, soweit sie rechtlich vorgeschrieben sind.

## Erscheinungsweise
Das Niedersächsische Gesetz- und Verordnungsblatt erscheint seit 1947 in Hannover in unregelmäßigen Abständen, abhängig von der Menge veröffentlichungspflichtiger Rechtsnormen. Seit 2006 wurde es sowohl in gedruckter als auch in digitaler Form herausgegeben, die rechtsverbindliche Fassung war jedoch die Druckfassung. Die digitalen Ausgaben der Jahre 2006 bis 2023 sind frei zugänglich, frühere Jahrgänge stehen hingegen nicht als Open Access zur Verfügung.

### Elektronische Verkündung
Mit Inkrafttreten des Niedersächsischen E-Verkündungsgesetzes (NGelVerk) am 1. Januar 2024 wurde die Veröffentlichung einer gedruckten Fassung eingestellt. Auf einer neuen Verkündungsplattform werden seitdem das Nds. GVBl. und das Nds. MBl. mit einem elektronischen Siegel versehen veröffentlicht. Die Landesregierung muss zudem einen Newsletterdienst per E-Mail anbieten. Mit dem Übergang zur elektronischen Verkündung wurde zugleich auf das System der Einzelverkündung umgestellt: Statt wie zuvor mehrere Rechtsnormen gesammelt in einer Ausgabe zu veröffentlichen, erfolgt seither für jede Verkündung eine eigene Einzelausgabe.

## Weitere Rechtsquellen
Weitere Amtsblätter des Landes sind das Niedersächsische Ministerialblatt (Nds. MBl.), die Niedersächsische Rechtspflege (Nds. Rpfl.) des Justizministeriums und das Schulverwaltungsblatt (Nds. SVBl.) des Kultusministeriums. Der Niedersächsische Staatsanzeiger (Nds. StAnz.) wurde 2021 eingestellt. Die niedersächsischen Kommunen führen zur Bekanntmachung ihres Ortsrechts eigene Amtsblätter.
Das Rechtsinformationssystem des Landes ist das Niedersächsische Vorschrifteninformationssystem (NI-VORIS). Parlamentsdrucksachen sind über das Niedersächsische Landtagsdokumentationssystem (NILAS) verfügbar.